# Georg Wachslager
Georg, baron Wachslager – torunianin na służbie szwedzkiej był szwedzkim dyplomatą żyjącym na przełomie XVII i XVIII wieku.
Georg Wachslager był trzykrotnie reprezentantem Szwecji w Polsce; początkowo jako sekretarz ambasady i rezydent (1693–1700), jako rezydent (1704–1705) i w końcu jako poseł nadzwyczajny (1708–1715).
W 1705 rokowania pokojowe z 12 komisarzami anty-saskiej Konfederacji Warszawskiej prowadzili Arvid Horn, Justus von Palmenberg i Wachslager.